# ヴァンデモン
ヴァンデモンとは、『デジタルモンスター』シリーズに登場する架空の生命体・デジタルモンスターの一種。英名はMyotismon（ミオティスモン）。

## 概要
初登場はPSソフト『デジモンワールド』で、携帯機ではデジモンペンデュラム3からの登場。
テレビアニメ『デジモンアドベンチャー』および『デジモンアドベンチャー02』、『デジモンクロスウォーズ』、漫画『デジモンアドベンチャーVテイマー01』ではいずれも悪役として登場するが、オリジナルのゲーム作品『デジモンワールド』、『デジモンワールド デジタルカードバトル』および『デジモンワールド デジタルカードアリーナ』においては味方キャラとして登場する。

## 種族としてのヴァンデモン
吸血鬼（ヴァンパイア）をモデルにしたアンデッド型デジモン。赤いマスクを付けた金髪蒼眼の成人男性に似た外見で、大きな襟を立てたマントや礼装などドラキュラ伯爵をイメージしたデザイン。
死滅した凶暴なコンピューターウイルスが闇の力で蘇った姿で、データを吸収・破壊して悪質なウイルスとして復活させる能力を持つ。
『アンデッドの王』と呼ばれるほどの力を持つが、日光とにんにく、十字架が弱点で、昼間は力が弱まるとされる。

### 基本データ
- 世代/完全体
- タイプ/アンデッド型
- 属性/ウィルス
- 必殺技/ブラッディストリーム、ナイトレイド
- 得意技/デッドスクリーム（アニメ『デジモンアドベンチャー』オリジナル）
- 勢力/ナイトメアソルジャーズ

必殺技
ナイトレイド
無数の蝙蝠の群れを操り、相手にぶつけ血を吸わせるほか、バリヤーを作って敵の攻撃を撥ね返す。
ブラッディストリーム
強力な赤い稲妻を掌から出して、敵の上に落とすほか、電流を鞭のように敵に絡み付けさせる。

### X抗体版
ヴァンデモンがX抗体を得てX-進化を遂げた姿。デジコアの内部構造が強化されたため昼間でも全力で活動できるようになっている。
実は本体はマントの方であり、人間のような身体はただのダミーに過ぎない。

### 基本データ
- 世代/完全体
- タイプ/アンデッド型
- 属性/ウィルス
- 必殺技/ヴァンパイアセオリー、ブラッディドレイン

必殺技
ヴァンパイアセオリー
敵をマントで包み込み蝙蝠に変えてしまう技。
ブラッディドレイン
マントの爪を相手に突き刺してエネルギーを奪い取る。

### 亜種・関連種・その他
ピコデビモン
ヴェノムヴァンデモン
パワーが大きく上がった代わりに知性を失い進化した究極体。
ベリアルヴァンデモン
溢れる力を理性で抑え、より高位の魔王へと進化を遂げた真の究極体。
ネオヴァンデモン
上記の2体の亜種である究極体。

## 登場人物としてのヴァンデモン

### ゲーム

#### デジモンワールド
ファイル島にある闇貴族の館の主として登場。趣味の研究に熱中するあまり、空腹を忘れて倒れていたところを主人公に発見され、晩餐会を開き主人公を手厚くもてなした。普段食事は部下任せにしている。特定のイベント後、闘技場に参加してくれるようになる。

#### デジモンワールド デジタルカードバトル
伝説のカード・ダークセブンズを持つカードリーダーとして登場。闇貴族の館を治め、バケモンやデビモン、スカルグレイモンなどを配下に置く。ロゼモンを「マイハニー」と呼んでベタ惚れしており、当のロゼモンは呆れつつも受け入れている模様。ヴァーミリモンもかつての部下だった。同じカードリーダーのブラキモンとは仲が悪い。単純で思い込みが激しく暴走気味だが一途。罠を張るなど姑息な行動も取るが、友人のメラモン曰く「キザだがいいやつ」。突如失踪したロゼモンに代わって、はじまりの街の主となったババモンを「ロゼモンを追い出した」と誤解しバグカードの力で街ごと葬ろうとしたが、カードが主人公に掴まされた偽物だったため失敗し激昂、主人公を一連の事件の首謀者と決めつけ勝負を挑むが、ババモンの正体がロゼモンだと知るとまたもや態度を一変し、友好的になり主人公に協力を約束する。
続編の『デジタルカードアリーナ』にも部下を引き連れ登場、アリーナを開いている。なおこの作品にはヴァンデモンが二人登場し、もう一人はアニメ『デジモンアドベンチャー』版のヴァンデモンである。なぜか理性を保ったままのヴェノムヴァンデモンがラスボスとして登場するが、「A」と呼ばれる人間にハッキングされてしまう。

### アニメ

#### デジモンアドベンチャー・デジモンアドベンチャー02
デビモン・エテモンに続く第3のボス。声優は大友龍三郎、続編の『02』では森川智之。一人称は「私」（続編の『02』では「俺」）。幼き日のプロットモン（後のテイルモン）を拾い、パートナーデジモンとしての力が発現しないように手元に置き虐待しながらも部下として育てた。彼女をはじめウィザーモン、ゴツモン、パンプモンに裏切られるなど、配下にはあまり恵まれていない。
8人目の選ばれし子どもを抹殺するべく、軍団を結成し現実世界へと侵攻した。また、力を蓄えるために夜道を歩く若い女性の目の前に現れ魅了し口づけを交わすが、実は吸血していた（襲われた女性は急性貧血で気絶しただけであった）。また、お台場のフジテレビビルで弱点の日光を遮蔽し、自身の力を高める霧の結界を展開。人間たち（その中には将来自分を破滅に追いやる本宮大輔も含まれていた）を捕獲・収容し選ばれし子どもたちを迎え撃つが、光の紋章とデジヴァイスを手に入れた八神ヒカリとそのパートナーとなり、完全体であるエンジェウーモンに進化したテイルモンによって撃破される。そのまま消滅したかに見えたが、6時6分6秒に配下デジモンたちを吸収しパワーが大きく上がった代わりに知性を失った究極体であるヴェノムヴァンデモンとして復活し、収容した人間たちをも吸収しようとするが、それを阻止しようとする選ばれし子どもたちと再び対決する。デジモンたちをまとめて相手にしても圧倒する強さを見せ付け、究極体であるウォーグレイモンとメタルガルルモンに進化したアグモンとガブモン二体さえも圧倒する（結界の中で戦っていたため本来の実力かは不明となっている）が、紋章の光によって全身を拘束された後に本体を攻撃され、撃破される。
完全に消滅したかに見えたが、実体を失ってなお生存（元々アンデッド体ではあるが）し続け、デジタルワールドに憧れる及川悠紀夫の体の中に3年間潜伏し、続編の『02』の終盤では真の究極体であるベリアルヴァンデモンとして復活する（この直前にブラックウォーグレイモンを殺害している）。復活直後に選ばれし子供たちの前で見せしめ同然に及川の部下であったアルケニモンの心を読んで惨殺し、続いて彼女の敵を討とうとするマミーモンをも殺害し、大輔以外の選ばれし子供たちに恐怖を植え付け戦意喪失にまで追い込み、さらには「マインドイリュージョン」で幻覚の理想へ追い込むも、大輔とフレイドラモンとライドラモンの説得によって希望を取り戻した子供たちと異世界の力で現れたパートナーデジモンの全進化形態の一斉攻撃を喰らい、デジタルワールドに逃げ込む。しかし、その後ダメージを回復させたところでさらに暗黒の力を吸収し、地球を闇で覆い尽くそうとする。インペリアルドラモンやシルフィーモン、シャッコウモンを圧倒するが、世界中の選ばれし子供たちとパートナーデジモンの力で暗黒の力を掻き消されてしまい、誘拐した子供たちが夢を取り戻したため実体を保てなくなったところを、インペリアルドラモンの最強にして最後の必殺技・ギガデスを浴びて完全に消滅した。
非常に残虐な性格で、いずれの作品でも用済みになった部下を容赦なく自分の手で抹殺している。友情や信頼を特に嫌っており、妙に人間界に詳しく強い執着心を抱いている点から、嘗てはパートナーデジモンに近い立場だったことを匂わすような節が見られる。全体的な行動指針がデジモンカイザー時の一乗寺賢と似通っているのもあって、本編以前に何らかの理由で暗黒の力に操られていた説が存在する。

#### デジモンクロスウォーズ
第3期『時をかける少年ハンターたち』では第24話（通算第78話）に登場。数で圧倒しようとしたクオーツモンの能力で大量のクローン体が誕生し、クロスハートの面々と戦った。戦闘中にヴェノムヴァンデモンやベリアルヴァンデモンに進化して追い詰めるが、加勢に来た歴代シリーズの主人公たちの活躍によって倒された。
本編終了後のミニコーナー『デジモン紹介コーナー』ではタギルがクロスローダーを使用しヤキイモンとデジクロスする。その際にマントが新聞紙に変化した。

#### デジモンゴーストゲーム
第25話で登場（本編との繋がりは無いが、OP映像では彼らしきシルエットが映る場面が存在する）。声優は『アドベンチャー02』に引き続き森川智之（ただし、本作品ではベリアルヴァンデモンとして登場）。普段は大手企業「エッセ・ヴ」のCEO"アビエル"に扮し、一般人の女性たちをヴァンパイア化させ、ヴァンパイア族の千年王国としてリアルワールドの支配を目論んだ。
眷属としてヴァンパイアに変えた人間の他に、自身の使いのコウモリの力で飼い犬「パチャパ」に化けさせたサングルゥモン、同じく側近の男に化けさせているマタドゥルモン、さらにはかつてアンゴラモンに敗れたドラクモンを従えている。
次のターゲットとして瑠璃に目をつけ、会社に招待するが、会社のモットーや商品の至るところに「血」を思わせる要素があったことからアンゴラモンはこの事を怪しみ、宙と清司郎と一緒に瑠璃の様子を見に会社に向かうことになる。会社でもてなし、隙を見て血を吸おうとするも瑠璃が眷属の一体であるドラクモンと知り合いであったことを知ると、プライドを穢したドラクモンを消滅させた後にその正体を現す。
その後、宙を会社に招き入れ、自身の眷属にすべくベテルガンマモンとテスラジェリーモンと交戦し、自身のことを「ヴァンパイア一族の真祖」と呼ぶだけあり、その実力は2体の実力を遥かに上回っており、いとも簡単に圧倒しテスラジェリーモンを一撃で退化させた。そして戦いの中で「ガンマモンが特別なデジモンである」と見定めると、召喚したコウモリに仕込んだウィルスでベテルガンマモンに宙と痛覚を共有させ、窮地に落とし入れて眷属にしようとするが、宙の「乗り越える」という言葉を受けベテルガンマモンが完全体であるカノーヴァイスモンに超進化し、形勢逆転を許す。「ナイトレイド」を放つも、そのまま「ドラゴニア」で貫かれ敗北したが、寸でのところでの無数のコウモリとなって致命傷を回避し、そのまま撤退していった。その後、ヴァンパイアにされた女性たちは元に戻り（残された会社の社員たちはどうなるかは不明となっている）、残ったマタドゥルモンとサングルゥモンは彼を見限り、何処かへ去っていった。

### 漫画

#### デジモンアドベンチャーVテイマー01
幻夢のタグを護る刺客として登場。相手の心の迷いを増幅させる悪夢の毒電波（ナイトメアウェーブ）で城に迷い込んだデジモンたちの精神を蝕み思いのままに操っていた。タイチとゼロのコンビネーションを破綻させ、ゼロにタイチを殺させようと企んだがタイチに解毒用データを製作されてしまい失敗。さらに迷いを断ち切ったゼロには本家のナイトメアウェーブさえも通じず、直接対決でナイトレイドを放ちゼロの視覚を奪うが、ゼロのタイチへの信頼と絆が生み出したブイブレスアローで頭部を打ち抜かれ敗北した。